# Atractus albuquerquei
Atractus albuquerquei es una especie de culebra endémica de Brasil. Su área de distribución incluye el Cerrado y zonas forestales en los estados de Rondonia, Pará, Acre, Goias, Mato Grosso, y Mato Grosso do Sul.